# Majdan Pławanicki
Majdan Pławanicki – kolonia w Polsce położona w województwie lubelskim, w powiecie chełmskim, w gminie Kamień.
W latach 1975–1998 miejscowość administracyjnie należała do województwa chełmskiego. 
Według Narodowego Spisu Powszechnego (III 2011 r.) liczyła 52 mieszkańców i była najmniejszą miejscowością gminy Kamień.
Wierni Kościoła rzymskokatolickiego należą do parafii św. Michała Archanioła w Kamieniu.